# 1984 (comercial de televisión)
1984 fue un destacado anuncio de televisión usado en el lanzamiento en Estados Unidos de la computadora Macintosh 128K de Apple, en 1984. Concebido por Steve Hayden, Brent Thomas y Lee Clow en Chiat\Day, producido por Fairbanks Films, una productora de Nueva York, y dirigido por Ridley Scott. La atleta inglesa Anya Major actuó como la heroína sin nombre y David Graham como el Gran Hermano. Se emitió por primera vez en 10 medios locales, incluyendo Twin Falls, Idaho, donde Chiat\Day publicó el anuncio el 31 de diciembre de 1983, en el último descanso posible antes de la medianoche en KMVT, para que el anuncio calificara para los premios de publicidad de 1983. Su segunda emisión televisada, y solo nacional, fue el 22 de enero de 1984, durante un descanso en el tercer tiempo de la transmisión del Super Bowl XVIII por CBS.
En una interpretación del comercial, «1984» utilizó a la heroína sin nombre para representar la llegada del Macintosh (indicado por su camiseta blanca sin mangas con un dibujo estilizado de la computadora Macintosh de Apple) como un medio para salvar a la humanidad de la «conformidad» (Hermano mayor). Estas imágenes eran una alusión a la conocida novela de George Orwell, Mil novecientos ochenta y cuatro, que describía un futuro distópico gobernado por un «Gran Hermano» televisado. La herencia de George Orwell y el titular de los derechos televisivos de la novela Mil novecientos ochenta y cuatro consideró que el comercial era una infracción de derechos de autor y envió una carta de cesación y desistimiento a Apple y Chiat\Day en abril de 1984.
Originalmente un tema de disputa dentro de Apple, posteriormente se ha denominado un evento decisivo y una obra maestra en publicidad. En 1995, The Clio Awards lo agregó a su Salón de la Fama, y Advertising Age lo colocó en la parte superior de su lista de los 50 mejores comerciales.

## Trama
El comercial comienza con una serie de imágenes que muestran un futuro distópico de escenarios grises por los que circulan caminando al paso hombres de piel gris, cabezas rapadas y vestidos con uniformes grises. De fondo se oye la voz del "Gran hermano" (Big Brother), una representación de IBM, interpretado por David Graham declamando un texto de adoctrinamiento extremadamente claro:
''"Today, we celebrate the first glorious anniversary of the Information Purification Directives. We have created, for the first time in all history, a garden of pure ideology—where each worker may bloom, secure from the pests purveying contradictory truths. Our Unification of Thoughts is more powerful a weapon than any fleet or army on earth. We are one people, with one will, one resolve, one cause. Our enemies shall talk themselves to death, and we will bury them with their own confusion. We shall prevail!"
(Hoy celebramos el primer glorioso aniversario de las Directivas de Purificación de Información. Hemos creado, por primera vez en la historia, un jardín de ideología pura donde cada obrero puede florecer a salvo de las plagas que proveen de pensamientos contradictorios. Nuestra Unificación del Pensamiento es un arma más poderosa que cualquier flota o armada sobre la tierra. Somos un pueblo con una voluntad, una resolución, una causa. Nuestros enemigos hablarán entre sí hasta su muerte y nosotros los sepultaremos en su propia confusión. ¡Nosotros prevaleceremos!). 
Intercaladas estas imágenes, se ven otras que muestran a una heroína sin nombre (interpretada por Anya Major) vistiendo zapatillas deportivas rojas, shorts rojos, y top blanco con la imagen de una manzana y un computador, que corre portando un gran martillo mientras es perseguida por policías antidisturbios. Hacia la mitad del anuncio se ve a los hombres de gris entrar y sentarse en una sala de cine en la que, desde la pantalla, el Gran Hermano sigue declamando su discurso. La heroína entra corriendo perseguida por los policías; la cámara recorre las filas de hombres sentados en butacas que miran a la pantalla sin expresión; la heroína se planta en mitad del pasillo y comienza a girar el martillo para arrojarlo contra la pantalla sin que los policías que la persiguen puedan impedirlo. Cuando el martillo impacta en la pantalla, esta explota y la cámara recorre las filas de hombres sentados que miran boquiabiertos.
A continuación se mostraba en pantalla y se oía en la voz de Edward Grover el mensaje: On January 24th, Apple Computer will introduce Macintosh. And you'll see why 1984 won't be like "1984" (El 24 de enero, Apple Computer presentará Macintosh, y verá por qué 1984 no será como "1984"), fundiéndose al final a una imagen del logo de la manzana arcoirisada de Apple sobre fondo negro.

## Influencia
El comercial es frecuentemente colocado en lo alto en las encuestas sobre las campañas publicitarias más influyentes. Por ejemplo, Advertising Age lo nombró en los 80 "El comercial de la década" y en 1999 el US TV Guide lo seleccionó como número uno en su lista de "Los 50 mejores comerciales de todos los tiempos". Esta misma revista lo nombró como el número 93 en su lista de "Los mejores momentos en la historia de la televisión"; siendo el único comercial de dicha lista.
El cortometraje volvió a la luz a finales de los 90 cuando Apple hizo una versión en QuickTime disponible para bajar de Internet. Apareció en varios especiales de colección de comerciales televisivos, como en Nick at Nite y el canal TV Land durante su campaña "Retromercial".
En la MacWorld Expo de 2004, Steve Jobs conmemoró el 20° aniversario de Macintosh empezando su tradicional discurso con una versión actualizada del comercial "1984". En esta versión actualizada, un iPod con todo y auriculares, fue digitalmente agregado en la heroína. A los asistentes se les obsequió un póster (afiche) que mostraba a la heroína con su iPod, como regalo conmemorativo.

## Cultura popular
- Triumph of the Nerds, un documental de 1996, muestra una historia del comercial e incluye momentos del mismo, en video.
- We Be Clubbin' — un video musical de Ice Cube, de la banda sonora de la película The Players Club - muestra una nueva versión del comercial, con Ice Cube representando tanto al corredor como al personaje del Gran Hermano.
- El documental de 1999 Piratas de Silicon Valley, acerca del nacimiento de la computadora personal, comienza con Steve Jobs hablando con Ridley Scott durante el rodaje del comercial, e incluye secciones del video.
- En la película El club de la lucha de 1999, uno de los actos de vandalismo del club es la destrucción de una pantalla publicitaria de Apple Macintosh exactamente en el minuto 84 de la película.
- En el episodio "Future Stock" de la tercera temporada de Futurama se incluye una parodia del comercial, con Mom representando al Gran Hermano, con un discurso modificado con sentencias como "nuestros enemigos serán devorados por ardillas". Después de que la heroína destruye la pantalla gigante con un paquete de mensajería, uno de los espectadores grita indignado "¡Oye, estábamos viendo eso!".
- En Grand Theft Auto: Vice City Stories, un videojuego de 2006 ambientado en 1984, un comercial de radio puede escucharse promocionando una computadora llamada "Fruta" (Fruit LC), parodiando directamente el comercial de 1984.
- Un comercial de 2007 para el cepillo de dientes musical Tooth Tunes claramente hace referencia al comercial de Apple.
- En la canción "Bill Gates komm fick mit mir" (Bill Gates acuéstate conmigo) de la banda alemana Welle:Erdball utilizan la frase "And you'll see why 1984 won't be like 1984"
- Una parodia del comercial fue lanzada en 2006 para promover la campaña por la candidatura presidencial demócrata de Barack Obama, reemplazando al Gran Hermano con la imagen de Hillary Clinton.
- En el capítulo de la temporada 20 de Los Simpson, Mypods and Boomsticks, Jeff Albertson arroja un martillo a la pantalla haciendo referencia a este comercial.
- El videojuego Fortnite hizo una parodia a este comercial, en forma de protesta contra el monopolio de las tiendas de aplicaciones móviles (Refiriéndose a App Store más que nada).[11]